# Driloleirus americanus
Driloleirus americanus (englisch: Giant Palouse earthworm) ist ein in Nordamerika vorkommender Vertreter der Megascolecidae (sog. „Riesenregenwürmer“), die zu den Wenigborstern gehören.
Die Wurmart wurde 1897 im Osten des US-Bundesstaates Washington entdeckt und beschrieben und kann eine Länge von bis zu einem Meter erreichen. Sie ist farblos und kann sich in den weichen und fruchtbaren Böden der Palouse-Prärie, einer hügeligen Graslandschaft im Staat Washington, in Tiefen bis zu 5 m zurückziehen. Die Palouse-Prärie ist ein infolge starker landwirtschaftlicher Nutzung seit dem 19. Jahrhundert stark bedrohter Ökosystemtyp.
Ähnlich wie die 1937 in Oregon entdeckte Art Driloleirus macelfreshi ist Driloleirus americanus sehr selten beobachtet worden, über seine Lebensweise ist wenig bekannt. Die Art galt als ausgestorben; 2010 wurden jedoch zwei lebende Exemplare entdeckt.